# Юркун, Юрий Иванович
Ю́рий Ива́нович Юрку́н (при рождении Йо́зас Юрку́нас, лит. Juozas Jurkūnas; 17 сентября 1895, Седунцы, Ширвинтский район — 21 сентября 1938, Ленинград) — русский писатель и художник-график литовского происхождения. Многолетний возлюбленный Михаила Кузмина.

## Биография и творчество
По происхождению Йозас (в русских документах Иосиф) Юркунас был литовцем, но писал свои стихи и прозу всегда на русском языке. Актёрствовал в Киеве под звучным псевдонимом Монгандри.
В 1913 году состоялась судьбоносная для Юркуна встреча с маститым поэтом Михаилом Кузминым, который заметил в семнадцатилетнем юноше немалые таланты и способствовал его литературному росту. Он же придумал начинающему писателю псевдоним и помог ему напечатать дебютный роман «Шведские перчатки».

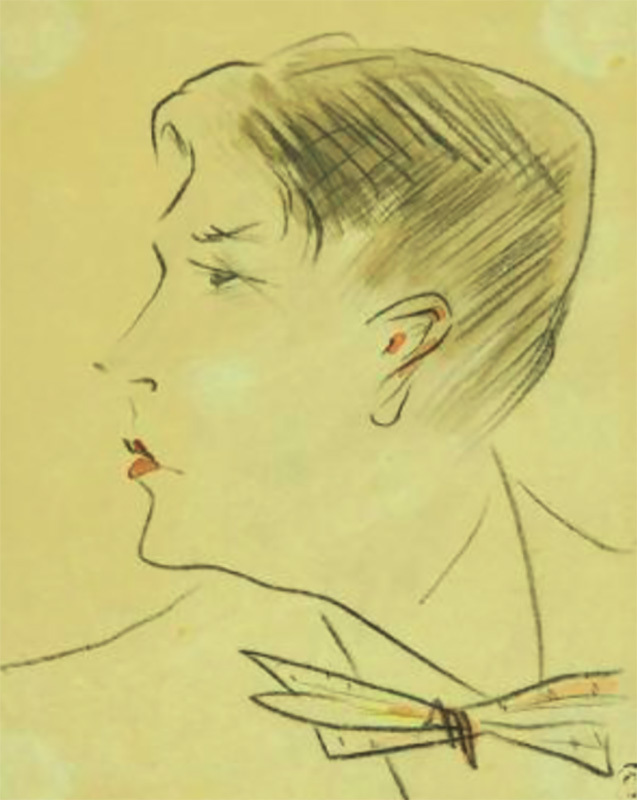
Ю. Юркун, автопортрет

С 1915 года Кузмин и Юркун жили в Петрограде на Спасской улице (д. 17/19, кв. 9). Об этом «гражданском браке» исследователями творчества Кузмина было написано немало различных очерков и статей. Многие подробности их отношений известны из переписки Юркуна с Кузминым, которая опубликована, а также из дневника поэта.
Юркун примыкал к возглавляемой Кузминым группе эмоционалистов, дружил с Сергеем и Анной Радловыми, Владимиром Милашевским, Бенедиктом Лившицем, Леонидом Каннегисером. Часто бывал с Кузминым в кафе «Бродячая собака» и «Привал комедиантов».
С новогодней вечеринки в Доме литераторов в честь нового 1921 года Юркун ушёл в компании Ольги Гильдебрандт-Арбениной, за сердце которой тогда спорили Гумилёв и Мандельштам. Так начался в истории русской литературы «самый странный брак втроём» (термин Н. А. Богомолова и Дж. Малмстада).
Хотя современники считали Юркуна и Арбенину семейной парой, их отношения не были официально оформлены. «Мистер Дориан» (домашнее прозвище сохранявшего юношескую внешность Юрия) и его мать продолжали жить в квартире Кузмина на Спасской, куда позднее подселили ещё и «многолюдное и многодетное еврейское семейство». Между тем у Юркуна продолжались романы «на стороне». Так, на рубеже 1923 и 1924 годов он находился в близких отношениях со студентом Львом Раковым.
После 1923 года Юркуна перестали печатать. Не без поддержки Арбениной и её друзей он реализуется как художник в составе группы «13».

## Арест и гибель
В 1918 году Юркун привлекался к следствию по делу об убийстве Урицкого: Кузмин упоминает о его аресте и довольно долгом заточении в «казармах на затонном взморье». Волнения той поры нашли отражение в стихотворении Кузмина «Баржи затопили в Кронштадте», заменённом при публикации сборника «Форель разбивает лёд» точками.
В 1931 году после очередного обыска Юркуна упорно пытались завербовать в осведомители ГПУ (Кузмин: «Юр. странно как-то ведёт себя, будто тронулся»). В конце ноября 1931 года Кузмин поехал в Москву, где встретился с В. Менжинским, давним знакомым по литературной молодости, и добился, чтобы с Юркуна сняли обязанности осведомителя (возможно, за Юркуна хлопотала также Лиля Брик). Но заведённые на него дела остались.
Вновь был арестован 3 февраля 1938 года последним из четверых литераторов, проходивших по «ленинградскому писательскому делу»: ранее были арестованы также Бенедикт Лившиц (которого назвали одним из руководителей организации), Валентин Стенич и Вильгельм Зоргенфрей. Им инкриминировалось участие в вымышленной «антисоветской право-троцкистской террористической писательской организации». Все четверо были осуждены к расстрелу на выездной сессии Военной коллегией Верховного Суда СССР 21 сентября и казнены в тот же день. Расстрел был произведён в здании тюрьмы на Нижегородской улице, 39 в Ленинграде.
Архив Юркуна (в котором находились и неопубликованные рукописи Кузмина) полностью пропал: одна часть была изъята при его аресте, другая, оставленная на хранение знакомым, погибла во время блокады Ленинграда в годы Великой Отечественной войны. В 1946 году Ольга Арбенина, не имея известий о судьбе мужа, писала ему:
Юрочка мой, пишу Вам, потому что думаю, что долго не проживу. Я люблю Вас, верила в Вас и ждала Вас — много лет. Теперь силы мои иссякли. Я больше не жду нашей встречи. Больше всего хочу я узнать, что Вы живы — и умереть. Будьте счастливы. Постарайтесь добиться славы. Вспоминайте меня. Не браните. Я сделала все, что могла — мне удалось спасти очень многое из наших писем, рисунков, рукописей — дневник Михаила Алексеевича — его ноты — мои портреты — (Ваши работы) — наши любимые коллекционные «номера».
22 марта 1958 года Юрий Юркун был реабилитирован посмертно за отсутствием состава преступления.

## Память о Юркуне

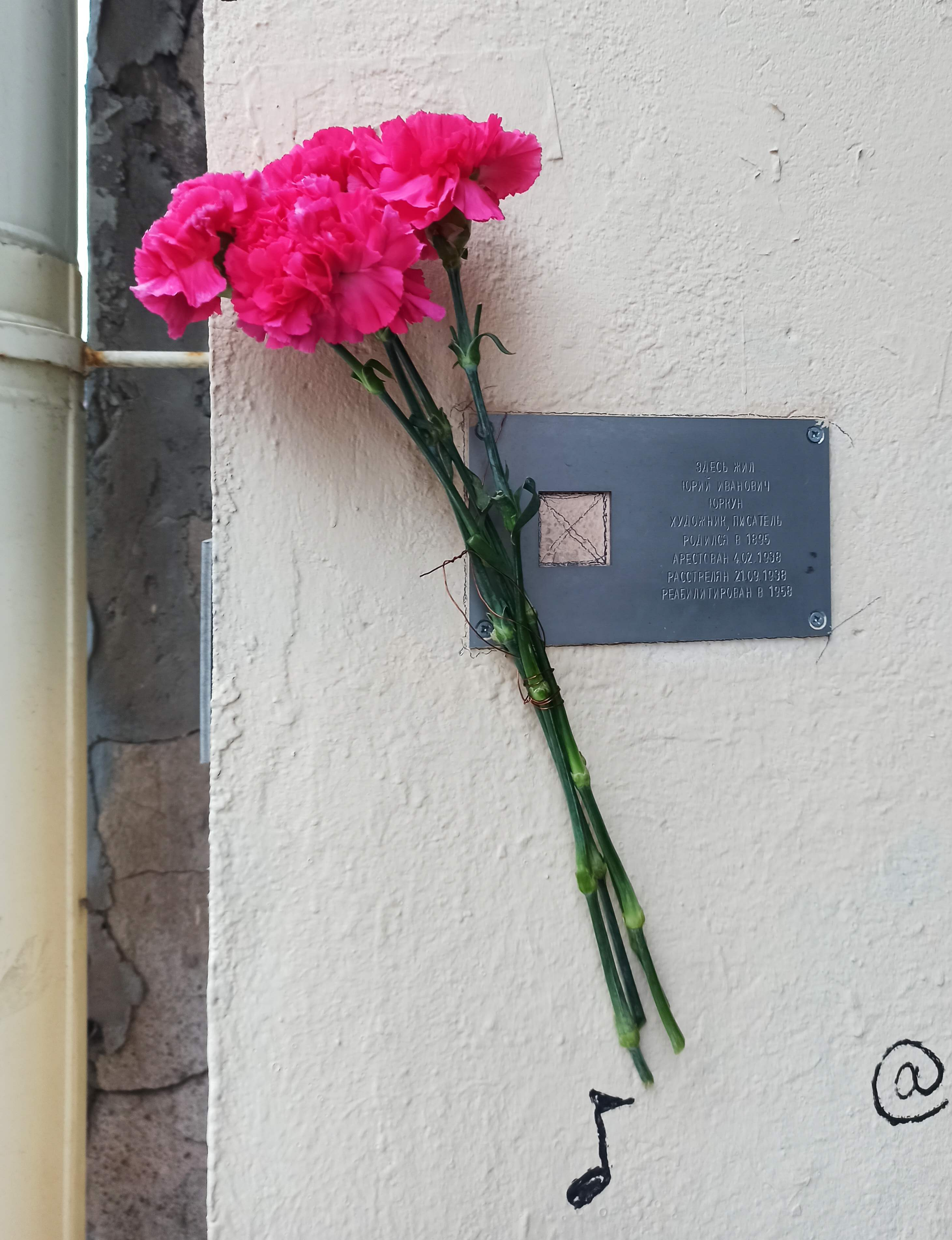
Знак «Последнего адреса» Юркуна. СПб, ул. Рылеева, 17/19. 17.12.2023

Юркуна долгое время вспоминали исключительно в связи с Михаилом Кузминым и рассматривали через призму творчества последнего. В 1998 году проза Юркуна, написанная в 1914—1923 годах, была переиздана. В начале XXI века предприняты попытки показать самостоятельную художественную ценность литературных и графических работ Юркуна; отмечается его близость к сюрреалистам и к творчеству Жака Ваше.
В марте 2010 года в Музее Анны Ахматовой состоялась выставка графических рисунков художника, фотографий и документов, связанных с жизнью и творчеством Юрия Юркуна.
В апреле 2017 года в рамках акции «Последний адрес» на фасаде дома 17/19 по ул. Рылеева в Санкт-Петербурге установлена табличка в память о писателе и художнике. В октябре того же года усилиями Генерального консульства Литвы в Санкт-Петербурге на Левашовском кладбище установлен памятный знак покоившемуся здесь Ю. Юркуну.

## Публикации
- Юркун Ю. Шведские перчатки: роман: в 3 ч. / предисл. М. Кузмина. — СПб.: Тип. «Печ. труд», 1914.
- Юркун Ю. Рассказы, написанные на Кирочной ул. в доме под № 48. — Пг.: Лукоморье, 1916.
- Юркун Ю. Дурная компания. — СПб.: Терра-Азбука. 1995. — 509 с. ISBN 5-300-00034-5